# Whaddon (Cambridgeshire)
Pour les articles homonymes, voir Whaddon.
Whaddon est une paroisse civile et un village du Cambridgeshire, en Angleterre.